# 湘学
湘学是一个学术思想史概念，是中国学术史的分支学科。

## 词源
狭义的“湘学”指南宋绍兴年间形成的一个儒家学派，以胡安国、胡宏、张栻等湖湘籍儒家士大夫为代表。广义的“湘学”始于北宋至清末民初，包括濂溪学、船山学、近代“湘学”等。

## 代表人物
- 南宋时期湖湘学派的创者胡安国、胡宏。[3]
- 王船山、邓显鹤、曾国藩等经世派。[3]
- 左宗棠、胡林翼、罗泽南等洋务派。[3]
- 谭嗣同、唐才常、沈荩、熊希龄、黄兴、宋教仁、蔡锷、杨昌济、蔡和森等“现代湘学”代表人物。[3]